# Everett "Vic" Firth
Everett Firth (Winchester, 2 giugno 1930 – Boston, 26 luglio 2015) è stato un percussionista statunitense.
Conosciuto specialmente per aver fondato la Vic Firth, specializzata nella fabbricazione di bacchette. Ha fatto parte dei  Boston Symphony Orchestra per più di 50 anni come primo timpanista ed è stato sostituito nel 2001 da Tim Genis.